# 生ハムと焼うどん
生ハムと焼うどん（なまハムとやきうどん）は、日本の女性2人組アイドルグループ。略称は「生うどん」。日本芸術高等学園卒業。
事務所に所属せず、楽曲（作詞・作曲）から衣装、寸劇、ブッキングに至るまでセルフプロデュースしている。ライブでは、楽曲の合間に寸劇を行うパフォーマンスが特徴。

## 略歴
高校入学で同じクラスとなった西井と東により、高校1年生の文化祭のステージに出演するために結成。ユニット名を決めるにあたって、2人の好きな食べ物から、西井は生ハム、東は焼うどんで「生ハムと焼うどん」とした。
東は中学生の頃から「micoooooズ」、西井も高校に入ってから「あにばぁ〜す」というアイドルグループに所属していたが、いずれも高校2年生のときに解散。2014年11月、「生ハムと焼うどん」で芸能活動をしていくことを決める。
2015年2月15日、Strawberry Fields『Music Improvement』でライブデビュー。同年3月より本格的にアイドルイベントに出演。
2015年10月16日にはタワーレコード新宿店にて1stシングル「たまごかけごはんの試食」リリースイベントを行い、200枚を即日完売。10月25日には新宿MARZで初のワンマンライブ『〜あなたは本当に幸せですか?〜ワンマンライブ一品目』を開催。チケット300枚ソールドアウト。
2016年2月17日にアイドル専門クラウドファンディングサイト「PigooFactory」で『封印されしDVD漆黒の翼と共に解放しよう計画』と題した2ndワンマンライブの模様をDVDに収めるプロジェクトをスタートし、開始7時間で目標金額100万円をクリアし、最終的には目標を大きく上回る292万円の支援を獲得した。
2月22日、NHK Eテレにて、ドキュメンタリー『人生デザイン U-29』「セルフプロデュースアイドル」が放送。
3月2日、赤坂BLITZで2ndワンマンライブ『【～生と死～】生ハムと焼うどんワンマンライブ二品目』を開催し1000人以上を集客。10月21日には3000人規模となるTOKYO DOME CITY HALLで3rdワンマンライブ『破天荒な摩天楼』を行った。
2017年1月14日、東京・新木場で開催された「清竜人ハーレムフェスタ SPECIAL」で「断食しよう!」と宣言し、活動休止を発表した。実質的には両者の間で起きた確執によるものである。同年4月21日、LIQUIDROOMで行われた4thワンマンライブ『このライブが終わったら黄身はドン底』で活動休止に入る。

## メンバー
| 名前       | よみ          | 愛称       | 生年月日              | 出身地   | 血液型 | 担当     | カラー |
| ---------- | ------------- | ---------- | --------------------- | -------- | ------ | -------- | ------ |
| 西井万理那 | にしい まりな | にっちやん | 1997年8月22日（27歳） | 埼玉県   | B型    | 生ハム   | 赤     |
| 東理紗     | ひがし りさ   | りーちゆん | 1998年3月1日（27歳）  | 神奈川県 | A型    | 焼うどん | 青     |

### 西井万理那
- 赤の衣装に『西』と書いてあるゼッケンを付ける。
- 川村学園小・中学校卒。
- 2017年8月に「APOKALIPPPS（アポカリップス）」を結成[13]。
- 2018年9月に「ZOC（ゾック）」オリジナルメンバーとして加入[14]。

### 東理紗
- 青の衣装に『東』と書いてあるゼッケンを付ける。
- 私立平和学園小学校出身。
- 5人兄弟の長女。
- 兄弟5人で「東東東東東（イースト ファイブ）」というユニット名でも活動[15]。
- 2014年9月15日 「第30回記念日本大衆音楽祭」（日本青年館大ホール）のヤング部門で徳間ジャパン賞を受賞[16]。当日、東の歌った曲は「オリビアを聴きながら」である[17]。
- 元・劇団「ピヨピヨレボリューション」所属。
- 2020年2月に新ユニット「ちょっとまと～ず」を立ち上げ活動[18]。

## ディスコグラフィ

### 作品
| 題名                                      | 作詞   | 作曲   | 編曲         | 備考                                           |
| ----------------------------------------- | ------ | ------ | ------------ | ---------------------------------------------- |
| ツイテール                                | 東理紗 | 東理紗 | 生姜焼き     | CD-R『はじめてのTKG』に収録。                  |
| ナルシスト症候群                          | 東理紗 | 東理紗 | 生姜焼き     | 『はじめてのTKG』に収録。                      |
| JK〜ジェームズってかっこいい〜            | 東理紗 | 東理紗 | 生姜焼き     | 2015年6月20日初演。                            |
| 脱法ドラッグはやっていません              | 東理紗 | 東理紗 | 生姜焼き     | 2015年7月20日 初演。                           |
| 新宿は信用できない!                       | 東理紗 | 東理紗 | ハシダカズマ | 2015年10月11日 初演。                          |
| Cucumber                                  | 東理紗 | 東理紗 | ハシダカズマ | 2015年10月16日 初演。                          |
| OTONA                                     | 東理紗 | 東理紗 | ハシダカズマ | 2015年10月25日 初演 新宿は〜の続編。           |
| たまごかけごはん〜ちょっと贅沢Ver.〜      | 東理紗 | 東理紗 | 生姜焼き     | 2015年10月25日 初演。『はじめてのTKG』に収録。 |
| あいうえお弁当ぅ！                        | 東理紗 | 東理紗 |              |                                                |
| ひゃくぱーせんと                          | 東理紗 | 東理紗 | ハシダカズマ |                                                |
| にゅんにゅん                              | 東理紗 | 東理紗 | ハシダカズマ |                                                |
| うんちの歌                                | 東理紗 | 東理紗 | ハシダカズマ |                                                |
| キラキラ星座物語                          | 東理紗 | 東理紗 | 生姜焼き     |                                                |
| 永遠に愛してる♡〜君と私のフォーリン裸豚〜 | 東理紗 | 東理紗 | ハシダカズマ |                                                |

### 参加作品
- 大森靖子「YABATAN伝説」（2016年12月14日）[19]

## 出演

### テレビ

#### バラエティ
- ほぼほぼ〜真夜中のツギクルモノ探し〜（2016年6月7日、6月28日、テレビ東京）
- 水曜日のダウンタウン（2016年8月3日、11月2日、TBS）
- 新しい波24（2017年6月6日、6月13日、フジテレビ）（西井万理那のみ）
- 「シルク・ドゥラ・シンフォニー」いよいよ日本初上陸ＳＰ！（2017年11月26日、テレビ東京）（西井万理那のみ）
- 深夜に発見!新shock感〜一度おためしください〜（テレビ東京）
- 生うどんザ☆生（LIVE）（kawaiianTV）

#### アニメ
- タイガーマスクW（2016年11月5日、テレビ朝日）– 生ハムと焼うどん 役[20]（個人としての役名は西井が「生ハム」で東が「焼うどん」[21]）

#### ドキュメント
- 人生デザイン U-29（2016年2月22日、NHK Eテレ）[22]

### ラジオ
- ニコラジ月曜（2015年11月9日、ニコラジ）
- ニコラジ金曜（2016年2月5日 - 26日、ニコラジ）- 2月限定アシスタント[23]
- ミュ〜コミ+プラス（2015年12月9日、2016年4月15日、2017年1月31日・4月4日、ニッポン放送）

### ウェブテレビ
- 生ハムと焼うどんのオールナイトニッポンw（2016年1月1日 - 8月26日、YouTube）[24]
- 「続きはテレビで・・・」（2016年8月22日、CBC）
- 矢口真里の火曜The NIGHT（2016年8月31日、2020年7月8日、ABEMA）（2020年は東のみ「元生ハムと焼うどん」として出演。）

### ミュージック・ビデオ
- 大森靖子 feat.生ハムと焼うどん「YABATAN伝説」[25]
- Ami「39のうちに」（東理紗のみ）
- ゆるめるモ!「永遠の瞬間」（西井万理那のみ）
- 二丁目の魁カミングアウト「まるもうけ」（西井万理那のみ）

### 舞台
- ハイスクール!奇面組（2017年6月1日 - 4日、全労済ホールスペース・ゼロ） - 宇留千絵 役[26][27]（東理紗のみ）
- 劇団TEAM-ODAC 第21回本公演「小さな結婚式〜いつか、いい風は吹く〜」（2016年4月6日 - 10日、紀伊國屋ホール）（西井万理那のみ）
- ハイスクール!奇面組2 〜嵐を呼ぶ変態ライバル対決〜（2018年8月2日 - 10日、草月ホール） - 宇留千絵 役[28]（東理紗のみ）

### コントライブ
- マンボウやしろの告別ショー『サイコロ出鱈目』（2016年7月16・17日、東京・ルミネtheよしもと）[29]

## ライブ

### ワンマン
- 〜あなたは本当に幸せですか?〜ワンマンライブ一品目（2015年10月24日、新宿MARZ）[5]
- 【～生と死～】生ハムと焼うどんワンマンライブ二品目（2016年3月2日、赤坂BLITZ）[8]
- 破天荒な摩天楼（2016年10月21日、TOKYO DOME CITY HALL）[9]
- このライブが終わったら黄身はドン底（2017年4月21日、LIQUIDROOM）[12]

### 生うどん食堂
ライブ&トーク。
- 「生うどん食堂」〜400人のデブを集めろ大作戦!〜（2016年2月6日、ロフトプラスワン）ゲスト：吉田豪
- 生うどん食堂〜300人でツインテール大戦争!〜（2016年2月22日、AKIBAカルチャーズ劇場）ゲスト：吉田豪
- 生うどん食堂in大阪（2016年5月21日、TSUTAYA EBISUBASHI 6Fイベントホール）ゲスト：吉田豪
- 生うどん食堂 in 七夕 〜独り身の彦星達よ!織姫を連れてこい!〜（2016年7月7日、LOFT9 Shibuya）ゲスト：杉作J太郎・吉田豪
- SHINJUKU LOFT 40TH ANNIVERSARY LOFT MUSIC&CULTURE FESTIVAL 2016 大生うどん食堂（2016年11月27日、CLUB CITTA'）[30][31]
出演：おやすみホログラム、クリトリック・リス、Sexy Tokyo、絶叫する60度、せのしすたぁ、ニューロティカ、NATURE DANGER GANG、BiS、VMO、BELLRING少女ハート、ヤなことそっとミュート、南波一海、吉田豪、大森靖子、Have a Nice Day!、963、虹の黄昏

### イベント
| 出演日                 | イベント名                                                                                              | 開催場所                                           | 備考                                                                                      |
| ---------------------- | --- | -------------------------------------------------- | ----------------------------------------------------------------------------------------- |
| 2015年2月15日          | Music Improvement                                                                                       | 東京・Strawberry Fields                            | 初ライブ                                                                                  |
| 2015年2月21日          | Strawberry Fields『第4回「Music笑＠オーケストラ」一周年記念ライブ』                                     | 東京・Strawberry Fields                            | Love&Music BAGが企画、制作、運営のライブイベント                                          |
| 2015年8月22日          | 上野マルイ開店30周年感謝祭                                                                              | 東京・上野マルイ1階店頭特設会場                    |                                                                                           |
| 2015年12月16日         | 本格音楽女子祭-其の十弐-                                                                                | 東京・TSUTAYA O-EAST                               |                                                                                           |
| 2015年12月30日         | 本格音楽女子祭- 大阪編 -                                                                                | 大阪・Zepp Namba                                   |                                                                                           |
| 2016年1月2日           | 徳井アイドルフェスティバル-其の弐-                                                                      | 東京・TSUTAYA O-EAST                               | 平成ノブシコブシの徳井健太主催アイドルフェス                                              |
| 2016年1月24日          | フェスボルタ リベンジ                                                                                   | 東京・渋谷club asia                                |                                                                                           |
| 2016年1月28日          | 本格音楽女子祭-其の十参-                                                                                | 東京・TSUTAYA O-EAST                               |                                                                                           |
| 2016年3月21日          | アイドル甲子園FESTIVAL2016                                                                              | 東京・新木場スタジオコースト                       |                                                                                           |
| 2016年5月5日           | ミュージックパーク 2016 ～全国のアイドルと食の祭典!日比谷公園からニッポンを元気にしちゃいまスペシャル～ | 東京・日比谷野外小音楽堂                           |                                                                                           |
| 2016年6月5日           | TOKYO IDOL LIVE Vol.23                                                                                  | 東京・恵比寿CreAto                                 |                                                                                           |
| 2016年6月19日          | TIFメインステージ争奪LIVE～前哨戦～                                                                     | 東京・AKIBAカルチャーズ劇場                        |                                                                                           |
| 2016年7月2日・3日      | アイドル横丁夏まつり!!〜2016〜                                                                          | 横浜・赤レンガ倉庫 赤レンガパーク 野外特設ステージ |                                                                                           |
| 2016年7月5日           | アキシブproject 新宿BLAZE 三日間連続無料LIVE －無銭乱舞 夏の陣－其の1                                   | 東京・新宿BLAZE                                    |                                                                                           |
| 2016年7月14日          | 新進気鋭アイドル祭 @TSUTAYA O-WEST ～緊急総集会Vol.2～                                                  | 東京・TSUTAYA O-WEST                               |                                                                                           |
| 2016年7月30日          | ヒャダインpresents“ガルポプ！”夏の大感謝祭2016                                                          | 東京・ベルサール秋葉原                             | ヒャダインがパーソナリティを務めるNHK-FMの番組「ヒャダインの"ガルポプ!"」のライブイベント |
| 2016年8月5日・6日・7日 | TOKYO IDOL FESTIVAL 2016                                                                                | 東京・お台場 青海特設会場                          |                                                                                           |
| 2016年8月8日           | Campus Summit 2016                                                                                      | 東京・TSUTAYA O-EAST                               |                                                                                           |
| 2016年8月12日          | 夏クル 2016「生うどん晩餐会 ～水面を吹き抜ける風を感じて～」                                            | 神奈川・横浜船上                                   | ゲスト：マッチョ29                                                                        |
| 2016年8月21日          | SUMMER SONIC 2016「IDOL SONIC」                                                                         | 千葉・QVCマリンフィールド幕張メッセ                |                                                                                           |
| 2016年8月23日          | アイドルよ覚醒せよ vol.3.5                                                                              | 東京・渋谷CLUB QUATTRO                             |                                                                                           |
| 2016年8月27日          | 30th VILLAGE VANGUARD presents V.V.Rocks～MIX JUICE～                                                   | 大阪・なんばHatch                                  |                                                                                           |
| 2016年8月29日          | 巌流島                                                                                                  | 東京・KOENJI HIGH                                  | せのしすたぁとのツーマンライブ                                                            |
| 2016年9月8日           | ウホウホオンライン プレゼンツ アイドルLIVE                                                              | 東京・新宿LOFT                                     |                                                                                           |
| 2016年9月10日          | IDOL CONTENT EXPO @ イオンモール幕張新都心 supported by ダイキサウンド ～夏の大無銭祭～                 | 千葉・イオンモール幕張新都心                       |                                                                                           |
| 2016年9月23日          | SHINJUKU LOFT 40TH ANNIVERSARY 40YEARSx40LIVES ～大森靖子×生ハムと焼うどん～                            | 東京・新宿LOFT                                     | 大森靖子とのツーマンライブ                                                                |
| 2016年9月24日          | @JAM×ナタリーEXPO 2016                                                                                  | 千葉・幕張メッセ国際展示場11ホール                 |                                                                                           |
| 2016年10月1日          | AOMORI ROCK FESTIVAL'16 ～夏の魔物～ 10周年記念大会                                                     | 青森・夜越山スキー場                               |                                                                                           |
| 2016年10月3日          | 生うどん美少女説証明会                                                                                  | 東京・LOFT9 Shibuya                                | 出演：革命アイドル暴走ちゃん、大坪ケムタ                                                  |
| 2016年10月8日          | EMOTIONAL IDOROCK FES. 69時間パーティー! パーティー!! ファイヤー!!!                                     | 東京・新宿ReNY                                     |                                                                                           |
| 2016年10月30日         | ボロフェスタ2016                                                                                        | 京都・KBSホール                                    |                                                                                           |
| 2017年1月14日          | 清 竜人ハーレム♡フェスタ♡SPECIAL                                                                        | 東京・新木場STUDIO COAST                           | 清竜人25主催ライブイベント                                                                |
| 2017年2月5日           | ニッポン放送 ミュ〜コミ+プラス presents アニメ紅白歌合戦 Vol.6 代々木ファイナル                         | 東京・国立代々木競技場第一体育館                   |                                                                                           |
| 2017年3月14日          | ほぼほぼフェス                                                                                          | 東京・豊洲PIT                                      |                                                                                           |

## 書籍

### 写真集
- 生ハムと焼うどん写真集 Photograph collection and DVD vol.1（2016年9月18日、ロフトブックス）[60]